# Pha Dampa Sanggye
| Tibetische Bezeichnung                        |
| --------------------------------------------- |
| Wylie-Transliteration: pha dam pa sangs rgyas |
| Chinesische Bezeichnung                       |
| Vereinfacht: 帕丹巴桑结, 帕丹巴桑杰           |
| Pinyin:Pa Danba Sangjie                       |

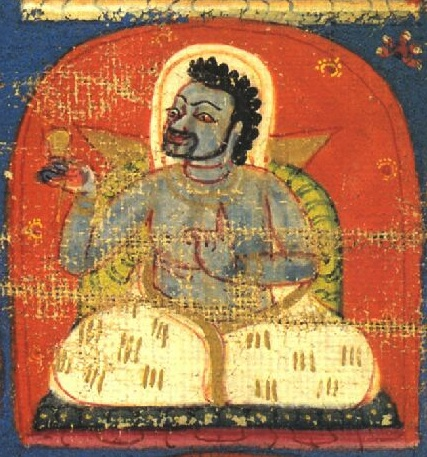
Pha Dampa Sangye

Pha Dampa Sangye (Wylie: pha dam pa sangs rgyas; gest. 1117) war ein buddhistischer Mahasiddha aus Südindien, der weite Teile Indiens, Chinas und Tibets bereiste. In dem am Qomolangma gelegenen Ort Tingri (chin. Dingri) gründete er das Kloster Dingri Langkhor.
Die beiden Sekten Zhibyed (chinesisch 希解派, Pinyin Xijie pai) und Gcodyul (chinesisch 觉域派 oder 觉宇派, Pinyin Jueyu pai) des tibetischen Buddhismus haben ihren Ursprung in seiner Lehre.